# Christian Aebli
Christian Aebli (Coira, 1 de julio de 1978) es un deportista suizo que compitió en bobsleigh.
Ganó una medalla de plata en el Campeonato Europeo de Bobsleigh de 2004, en la prueba cuádruple. Participó en los Juegos Olímpicos de Turín 2006, ocupando el octavo lugar en la misma prueba.

## Palmarés internacional
| Campeonato Europeo | Campeonato Europeo   | Campeonato Europeo | Campeonato Europeo |
| Año                | Lugar                | Medalla            | Prueba             |
| ------------------ | -------------------- | ------------------ | ------------------ |
| 2004               | Sankt Moritz (Suiza) | Medalla de plata   | Cuádruple          |